# Бент, Чарльз
Чарльз Бент (11 ноября 1799, Чарлстон, Вирджиния — 19 января 1847, Таос, территория Нью-Мексико) — американский политик и губернатор территории Нью-Мексико с 1846 по 1847 год.

## Ранние годы
В 1806 году Чарльз Бент, родившийся на территории нынешней Западной Вирджинии, переехал со своей семьей в Сент-Луис, штат Миссури. Затем Чарльз Бент некоторое время посещал колледж Джефферсона в Кэнонсбурге (Пенсильвания). С 1822 года занимался пушной торговлей. В 1825 году он вместе с партнером Джосуа Пилчером основал компанию по торговле мехом. Однако вскоре стало ясно, что эта компания не может конкурировать с могущественной американской меховой компанией. По этой причине Бент повернул на юго-запад и около 1828 года вступил в торговые отношения с районом Санта-Фе. На тот момент то, что впоследствии стало территорией Нью-Мексико, все ещё оставалось частью Мексики.

## Развитие бизнеса
В 1829 году Чарльз Бент и его брат Уильям возглавили торговую экспедицию по тропе Санта-Фе на территорию, которая позже стала территорией Нью-Мексико. В 1830 году Бент вступил в партнерство с торговцем из города Таос по имени Серан Сент-Врейн. Новая компания быстро росла, заняв второе место в торговле мехом после American Fur Company . Обе компании также иногда работают вместе. Компания основала аванпосты, в том числе Старый форт Бента на реке Арканзас. К тому же торговля не ограничивалась меховым бизнесом. Компания Бента торговала многими товарами, некоторые из которых были импортированы с Восточного побережья.

## Личность
Чарльз Бент со временем стал богатым человеком. Его поведение по отношению к коренному населению территории, которая позже стала территорией Нью-Мексико, отличалось высокомерием. Вскоре его поведение доставило ему неприятности. Были не только обвинения, но и физические столкновения между Бентом и его друзьями, с одной стороны, и местным населением, с другой. Как и его оппоненты, Бент также использовал незаконные средства, такие как угрозы и запугивание.

## Губернатор территории Нью-Мексико
Начало американо-мексиканской войны обострило ситуацию вокруг Чарльза Бента в Нью-Мексико. Американский генерал Стивен Карни вторгся в этот район и, прежде чем двинуться в Калифорнию, назначил Чарльза Бента первым гражданским территориальным губернатором завоеванной провинции. Для защиты местности был оставлен небольшой отряд под командованием полковника Стерлинга Прайса. Однако многие жители страны не согласились с новым правилом. Некоторые оплакивали старую связь с Мексикой, другие опасались потери своего личного имущества, а третьи ненавидели Чарльза Бента из-за его отношения к мексиканцам. В декабре 1846 года влиятельные семьи страны планировали восстание против нового правления. Губернатору и полковнику Прайсу удалось заранее раскрыть этот заговор. Некоторые лидеры были арестованы, но двум наиболее опасным лидерам движения удалось скрыться.
Вскоре после этого казалось, что восстание было подавлено, и губернатор издал прокламацию по этому поводу, снова написанную высокомерным и самонадеянным тоном. Затем Чарльз Бент отправился в свой родной город Таос в январе 1847 года без военной защиты. Там на него в собственном доме напали и убили заговорщики. В последующие месяцы полковник Прайс смог успокоить страну. Большинство повстанцев было поймано, а некоторые казнены. К июлю 1847 года восстание было окончательно подавлено.